# Albrecht Wolfgang (Schaumburg-Lippe)

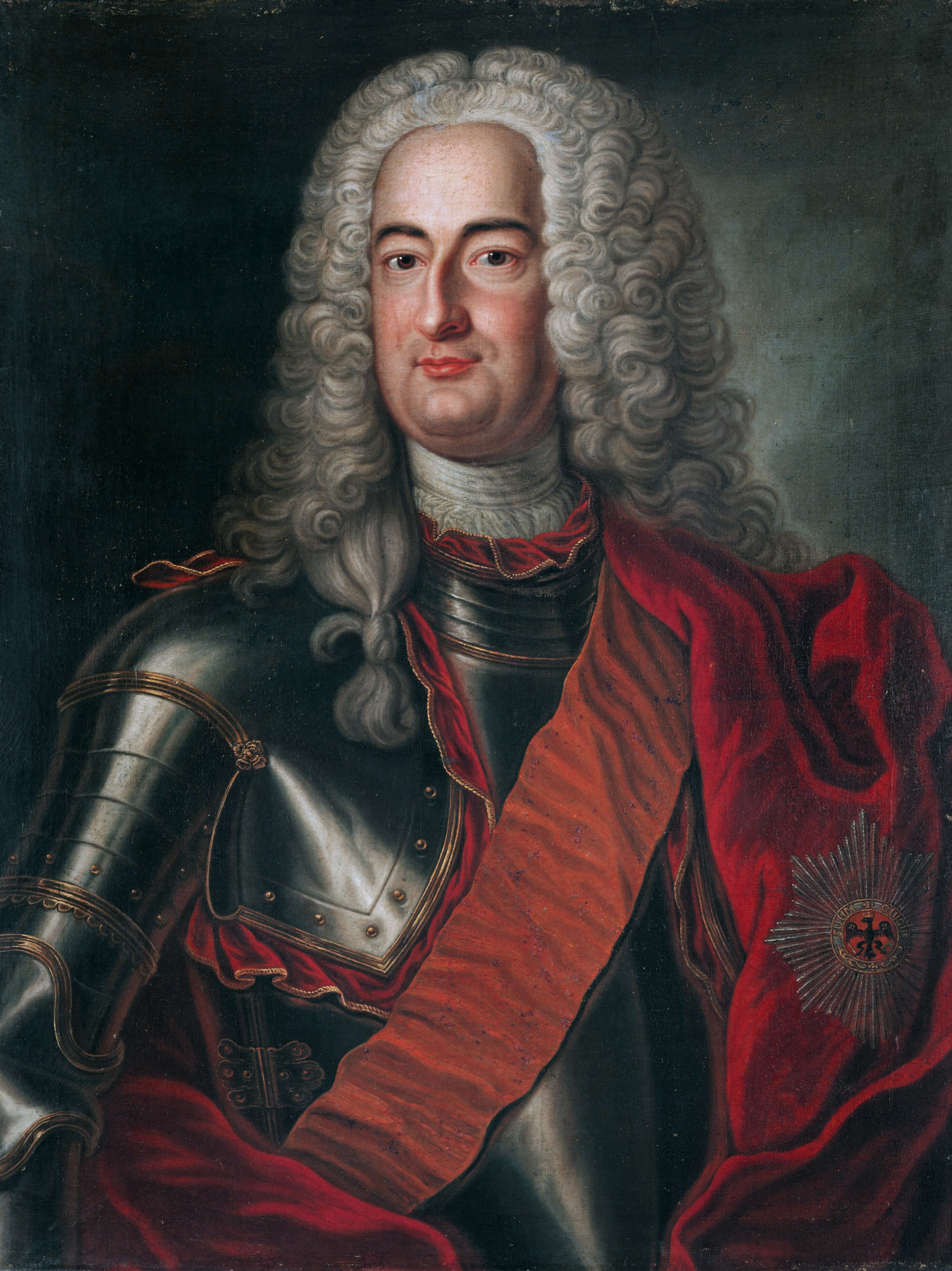
Albrecht Wolfgang Graf zu Schaumburg-Lippe

Albrecht Wolfgang Graf zu Schaumburg-Lippe (* 27. April 1699 in Bückeburg; † 24. September 1748 ebenda) war ein Militär und Heerführer in der Frühzeit der Aufklärung. Von 1728 bis 1748 war er der regierende Landesherr der kleinen Grafschaft Schaumburg-Lippe.

## Leben
Albrecht Wolfgang wurde als Sohn von Friedrich Christian Graf zu Schaumburg-Lippe (1655–1728) und dessen erster Frau Johanna Sophie zu Hohenlohe-Langenburg geboren.
Seine erste Ehefrau war ab 1721 Margarete Gertrud, geb. Gräfin von Oeynhausen (1701–1726), die jüngste von drei außerehelichen Töchtern von Kurfürst Georg Ludwig von Hannover (der seit 1714 als König Georg I. von Großbritannien regierte) und seiner langjährigen Mätresse Melusine von der Schulenburg (1667–1743), seit 1719 Herzogin von Kendal. Deren Schwester Margarethe (1668–1753), verheiratet mit Raben Christoph von Oeynhausen, Kammerherr und Oberjägermeister Georgs I., hatte Margarete Gertrud offiziell als eigene Tochter aufgezogen. Auf Betreiben des Königs wurde seine Tochter 1721 von Kaiser Karl VI. in den persönlichen Reichsgrafenstand als Gräfin von Oeynhausen erhoben, um den Erbgrafen Albrecht Wolfgang heiraten zu können, ohne dass dies als Ehe zur linken Hand seine Erbansprüche in Frage gestellt hätte. 1722 wurden auch ihre Zieheltern in den Reichsgrafenstand erhoben. Die Eheschließung mit der Tochter des benachbarten Kurfürsten und Herrn einer europäischen Großmacht bedeutete für die kleine Grafschaft die Neutralisierung der territorialen Expansionsgelüste Kurhannovers und den Gewinn einer Schutzmacht gegen Ansprüche der Landgrafschaft Hessen-Kassel.
Nach dem Tod von Margarete Gertrud heiratete er 1730 Charlotte Friederike Amalie (1702–1785), die Witwe des Fürsten Leopold von Anhalt-Köthen und Tochter von Fürst Friedrich Wilhelm I. von Nassau-Siegen. Albrecht Wolfgangs jüngerer Bruder Friedrich Ludwig Carl Graf zu Schaumburg-Lippe (1702–1776) war zwanzig Jahre französischer Offizier und lebte deshalb zeitweise in Paris, von wo er den Bückeburger Hof laufend über literarische Neuigkeiten informierte, so auch über die Aufklärer um Voltaire.
Albrecht Wolfgang hatte zwei Söhne: der ältere, Georg (1722–1742), starb bei einem Duell, der jüngere Wilhelm (1724–1777) sollte später der berühmteste Vertreter des Hauses Schaumburg-Lippe werden. Das Jahr 1740 brachte (im Mai) nicht nur die Geburt von Albrecht Wolfgangs unehelichem Sohn Charles – die Mutter war seine Mätresse, die Gräfin Charlotte Sophie Bentinck (1715–1800), mit der (und seiner Ehefrau) er zu dieser Zeit in einem trauten Dreiecksverhältnis in Bückeburg lebte. Im November 1740 wurde auch gemeinsam (mit der Gräfin Bentinck und Johann Heinrich Meister, dem Hofprediger und Erzieher von Albrecht Wolfgangs Sohn Wilhelm) der „Antimachiavell“ des hoffnungsvollen neuen preußischen Königs Friedrich gelesen. Der berühmte Voltaire hielt sich vom 9. bis 11. Dezember 1740 in Bückeburg auf, er war auf der Rückreise von Berlin und man führte Gespräche – wieder gemeinsam mit der Gräfin Bentinck, die hier ihre vertraute Freundschaft mit Voltaire schloss. Von dem Besuch zeugt auch der Dankbrief Voltaires an Albrecht Wolfgang aus Herford vom 12. Dezember 1740.
Ab 1743 nahmen Albrecht Wolfgang und Sohn Wilhelm im englisch-hannoverschen Heer am Österreichischen Erbfolgekrieg in Deutschland und an der Schlacht bei Dettingen (27. Juni) teil. Am 11. Mai 1745 kämpfte er mit seinem Regiment in der Schlacht bei Fontenoy gegen die Franzosen. Wegen Differenzen mit dem Prinzen von Oranien schied er 1747 aus dem holländischen Militärdienst aus. Bei seinem Tod im Jahre 1748 hinterließ Albrecht Wolfgang seinem Sohn Wilhelm ein stark verschuldetes Land.
Dieser Vertreter des Aufgeklärten Absolutismus war das erste Oberhaupt eines regierenden deutschen Hauses, das Freimaurer wurde. Er erschien 1725 in den Mitgliederlisten der Loge Rummer and Grapes in London, einer der vier Gründungslogen der Vereinigten Großloge von England. Er war dort mit den Großmeistern John Theophilus Desaguliers und George Payne befreundet. 1738 war er die ausschlaggebende Person, die Friedrich den Großen zur Freimaurerei gebracht hat.